# Ermita del Cristo de la Agonía (Algemesí)
La ermita del Cristo de la Agonía es un templo situado en la Ronda del Calvario, 29, en el municipio de Algemesí. Es Bien de Relevancia Local con identificador número 46.20.029-012.

## Historia
En el Llibre de Peita de 1591, del archivo municipal de Algemesí, se mencionan los terrenos sobre los que posteriormente se ubicaría la ermita, en la partida antiguamente conocida como L’Albotaina, era un antiguo promissiari. En los catastros del siglo XVIII se denominaba como el Calvario. La primera referencia documental a la ermita aparece en un libro de Visitas Eclesiásticas de poco antes del año 1792.
En virtud de la Real Pragmática de 3 de abril de 1787, se dispuso que las poblaciones tuvieran los cementerios fuera del casco urbano. De esta forma, en 1817, se decidió construir un nuevo cementerio en Algemesí en los terrenos de la ermita del Cristo de la Agonía, puesto que en aquella época se encontraba a las afueras del pueblo. Sin embargo, en 1873, el médico del pueblo hizo unas declaraciones alegando que el nuevo cementerio era un lugar antihigiénico, por lo que la Corporación Municipal acordó el 21 de abril de 1880 la adquisición de otros terrenos para construir el que sería el tercer cementerio de la localidad. El último enterramiento en los terrenos de la ermita tuvo lugar el 4 de septiembre de 1884. El 2 de febrero de 1896, fue cuando el Gobierno Civil de la Provincia, autorizó al Ayuntamiento a trasladar los cadáveres del antiguo cementerio al nuevo, cerrándolo así definitivamente.
En 1901, el Ayuntamiento manifestó su intención vender los terrenos del antiguo cementerio y la ermita del Cristo. A esta decisión se opusieron Jaime Girbés y otros dieciocho vecinos, que solicitaron que no se vendieran esos terrenos y llegaron al acuerdo con el Ayuntamiento de construir un Calvario en el lugar. Así en 1910, los terrenos pasaron a dedicarse exclusivamente a Calvario, y se alzó una cruz de hierro en el interior del cementerio que representara la última estación del Vía Crucis.
Durante las primeras décadas del siglo XX, la expansión demográfica de Algemesí llevó a que el emplazamiento de la ermita, inicialmente rural y alejado del núcleo, quedara cada vez más cerca del mismo. En 1931, se presentó al Ayuntamiento la propuesta de desviar el tráfico, que hasta entonces atravesaba el casco urbano, por las afueras del pueblo, siendo que el recorrido elegido, cercano al ferrocarril, obligaba a derribar la antigua ermita, como se hizo en 1932.
Tras realizarse las obras de la nueva carretera, el Ayuntamiento intentó de nuevo ceder los terrenos sobrantes a su uso original, pero como la legislación del momento le impedía acometer directamente construcciones de tipo religioso, propuso a los festeros del Cristo de la Agonía que se encargasen de realizar en aquellos terrenos la construcción correspondiente. Sin embargo, con la llegada de la Guerra Civil, no se llevó a cabo la cesión y durante el conflicto los terrenos se utilizaron como granja experimental para la cría de conejos.
Al acabar la guerra se decidió la edificación de una cripta que recogiera los restos de los fallecidos en la contienda partidarios del bando vencedor. Por ello se encargó al arquitecto municipal, Juan Segura de Lago, un proyecto que presentó en el año 1941. Sobre la cripta se edificó una ermita dedicada al Cristo de la Agonía, en memoria de la desaparecida en 1932. La elección del lugar se debió a la presencia del antiguo cementerio. En 1942, salieron a licitación las obras de la Cripta a los Caídos, adjudicándose a Francisco Ferrero Ferrís como contratista principal. Las obras se iniciaron al año y finalizaron en 1944.
La cruz de hierro que se encuentra a las puertas de la ermita es la original de 1910, y simboliza el lugar donde se encontraba la antigua ermita de 1792. Sigue siendo la última estación del Vía Crucis.

## Descripción
El edificio se encuentra en el recinto del calvario, al principio de la avenida del Santísimo Cristo. Este recinto está cerrado por una verja decorativa de obra. El acceso se realiza por una portada neoclásica con reja de hierro, en cuyo remate y bajo un escudo, se encuentra la leyenda: Calvario, Cripta de los Caídos y Ermita de N.º Smo. Jesucristo de la Agonía. Año MCMXLI.
El templo en sí es de pequeño tamaño, pintado en blanco. Se accede por dos tramos de gradas. Hay un porche delantero con tres arcos iguales y tejadillo a una sola vertiente. El frontón es barroco, con un óculo ciego y cornisa adornada con jarrones en las esquinas. La fachada se remata con una espadaña con campana y una pequeña cruz. La puerta de acceso es adintelada, emplanchada y con sendas mirillas en sus hojas. El interior es de planta rectangular, con pilastras adosadas a los paramentos. Está cubierto con bóveda de arista. En las paredes se encuentran las estaciones del Vía Crucis en relieves policromados. El presbiterio es semicircular. En el mismo se encuentra sobre una repisa la figura a tamaño natural de Cristo, datada en 1944.